# Kabinett Painlevé II

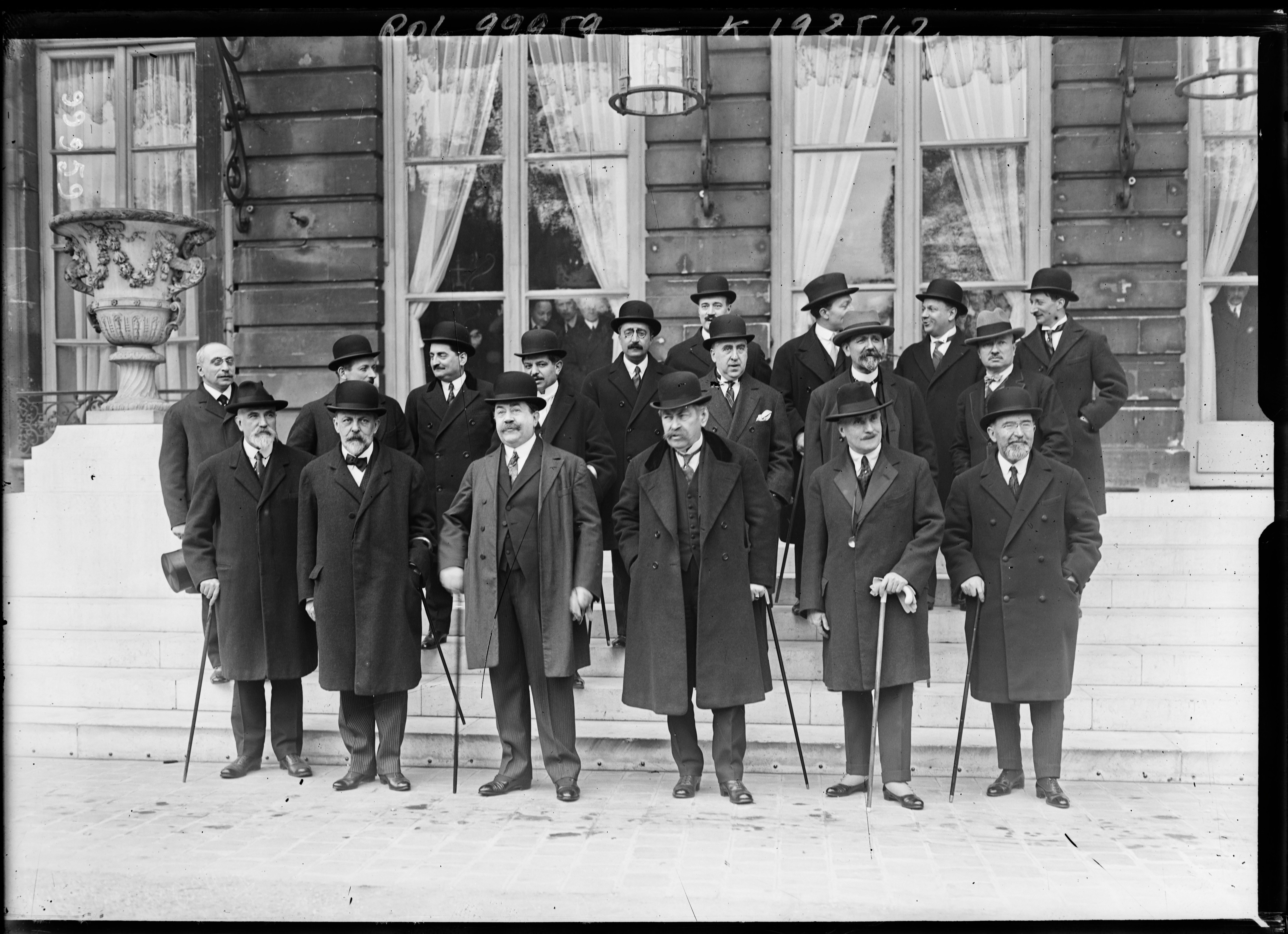
Kabinett Painlevé II

Das zweite Kabinett Painlevé war eine Regierung der Dritten Französischen Republik. Es wurde am 17. April 1925 von Premierminister (Président du Conseil) Paul Painlevé gebildet und löste das Kabinett Herriot I ab. Es blieb bis zum 27. Oktober 1925 im Amt und wurde vom Kabinett Painlevé III abgelöst.
Dem Kabinett gehörten Minister des Cartel des gauches an: Parti républicain, radical et radical-socialiste (PRRRS), Parti républicain-socialiste (PRS), Radicaux indépendants (RI), Parti socialiste français (PSF) und unabhängige Linke (UL). Die Section française de l’Internationale ouvrière stützte die Regierung, beteiligte sich aber nicht.

## Kabinett
Dem Kabinett gehörten folgende Minister an:
- Premierminister: Paul Painlevé (PRS)
- Kriegsminister: Paul Painlevé
- Außenminister: Aristide Briand (PRS)
- Justizminister: Théodore Steeg (PRRRS)
  - ab 11. Oktober 1925: Anatole de Monzie (PRS)
- Minister des Inneren: Abraham Schrameck
- Finanzen: Joseph Caillaux (PRRRS)
- Minister für Marine: Émile Borel (PRRRS)
- Minister für öffentlichen Unterricht und Kunst: Anatole de Monzie
  - ab 11. Oktober 1925: Yvon Delbos (PRRRS)
- Minister für öffentliche Arbeiten: Pierre Laval (UL)
- Minister für Handel und Industrie: Charles Chaumet (PRRRS)
- Minister für Landwirtschaft: Jean Durand (PRRRS)
- Minister für die Kolonien: André Hesse[1] (PRRRS)
- Minister für Arbeit, Gesundheit, Wohlfahrt und Sozialversicherung: Antoine Durafour[2] (PRRRS)
- Minister für Renten: Louis Antériou[3] (PRS)
- Generalkommissar für Krieg (Körperliche Erziehung, bis 11. Oktober 1925): Paul Bénazet[4] (PRS)
- Hochkommissar für Wohnungswesen: Arthur Levasseur (PSF)
- Hochkommissar für Luftfahrt und Luftverkehr (bis 20. April 1925): Laurent Eynac (RI)

### Unterstaatssekretäre
Dem Kabinett gehörten folgende Sous-secrétaires d’État an:
- Ministerpräsident: Georges Bonnet (PRRRS)
- Luftfahrt und Luftverkehr (ab 20. April 1925): Laurent Eynac
- Kriegsministerium: Jean Ossola[5] (PRRRS)
- Technische (ab 11. Oktober 1925) und berufliche Bildung, postschulische Bildung, Körpererziehung und militärische Vorbereitung: Yvon Delbos
  - ab 11. Oktober 1925: Paul Bénazet
- Befreite Regionen: Jammy Schmidt[6] (PRRRS)
- Häfen, Marine und Fischerei: Charles Daniélou[7] (RI)

## Historische Einordnung
Im Juni und Juli führte die Konferenz von Madrid zu einer Absprache zwischen Spanien und Frankreich über das weitere Vorgehen in der Marokko-Frage; der dortige Rif-Aufstand hatte seit längerem auch innenpolitische Auswirkungen in Frankreich (im Oktober fand sogar ein Generalstreik gegen den Krieg statt.). Am 18. August reiste Philippe  Petain nach Marokko und übernahm die militärischen Operationen. Er reorganisierte die französischen Streitkräfte (150.000 Mann am 14. September), um im Rif-Krieg an der Seite der Spanier die Gegenoffensive gegen die Truppen von Abd al-Karim zu führen. Hauptmann Charles de Gaulle gehörte zu seinem Generalstab.
Am 12. Juli demonstrieren 6.000 bis 10.000 Katholiken in Nancy gegen die Anwendung der laizistischen Gesetze auf Elsass-Lothringen (dieser Plan gehörte zu den grundsätzlichen Anliegen des Cartel des gauches).
Bis Ende Juli wurde die Ruhrbesetzung beendet. 
Das Abkommen von Locarno vom 16. Oktober 1925 zwischen Deutschland, Frankreich, Belgien, Großbritannien und Italien garantierte die Westgrenzen von Deutschland, Belgien und Frankreich. Es sollte die kollektive Sicherheit in Europa gewährleisten; Beginn einer Entspannungsphase. Die Tschechoslowakei unterzeichnete am selben Tag einen Vertrag über militärische Unterstützung mit Frankreich.
Das Kabinett trat zurück, als sich die Ablehnung der Finanzpläne Finanzminister Caillaux’ abzeichnete.